# Muzeul Țării Crișurilor
Muzeul Țării Crișurilor (pol. Muzeum regionu Kriszana) – muzeum w Oradei w Rumunii. Powstało w 1895 roku. 17 stycznia 1971 muzeum zostało pod obecną nazwą otwarte w barokowym pałacu należącym do kościoła katolickiego. 3 stycznia 2006 muzeum zostało zamknięte, ponieważ budynek zwrócono rzymskokatolickiemu biskupstwu w Oradei. Po 10 latach funkcjonowania w wynajętych salach, w maju 2017 roku placówka została ponownie otwarta w budynku dawnej szkoły kadetów z 1896 roku przy ulicy Armatei Române (Armii Rumuńskiej).

## Historia
W 1872 roku zaczęło działalność Towarzystwo Archeologiczne i Historii Okręgu Bihor, które w czerwcu 1896 roku otwarło pierwsze muzeum w Oradei. Miało ono siedzibę w eklektycznym budynku specjalnie dla niego zbudowanym, który został ukończony w 1895 roku przez architekta Kalmana Rimanoczego starszego. W dziewięciu salach eksponowano zbiory z archeologii, historii i etnografii.
W 1918 roku w kolekcji muzeum znajdowało się 17640 obiektów muzealnych, w tym zbiory biskupa Arnolda Ipolyi-Stummera, który zmarł w 1886 roku i w testamencie zapisał je muzeum. Podczas I wojny cenniejsze zbiory zostały wywiezione. Po wojnie przeprowadzono reorganizację a muzeum otwarto ponownie dla publiczności w 1921 roku. Z tej okazji został wydany pierwszy przewodnik po muzeum w języku rumuńskim i węgierskim.
Po II wojnie, w 1948 roku muzeum stało się własnością państwa. W latach 1950–1970 placówka działała pod różnymi nazwami: Muzeum Regionalne Oradea, Muzeum Regionalne Crișana, Muzeum Okręgowe Bihor. W latach 60. XX w. powstały działy: historyczny, etnograficzny, sztuki i nauk przyrodniczych.
17 stycznia 1971 roku muzeum zostało pod nazwą Muzeul Țării Crișurilor otwarte w barokowym pałacu, zbudowanym w latach 1762–1776 przez architekta Franza Antona Hillebrandta. Budynek był wcześniej siedzibą rzymskokatolickiej diecezji Oradea. 3 stycznia 2006 muzeum zostało zamknięte, ponieważ budynek został zwrócony dawnym właścicielom – diecezji rzymskokatolickiej. Zbiory zostały spakowane i przez 10 lat muzeum wynajmowało sale w dawnej siedzibie. Dzięki pomocy rady powiatowej i funduszom europejskim z Regionalnego Programu Operacyjnego na lata 2014–2020 możliwe było zaadaptowanie i wyposażenie dawnego budynku szkoły kadetów na siedzibę Muzeum. Obiekt z 1896 roku ma mieć powierzchnię muzealną 15 000 metrów kwadratowych. Nieoficjalne otwarcie nastąpiło w maju 2017 roku.

## Oddziały
- Muzeul Memorial Aurel Lazăr (pol. Muzeum Pamięci Aurela Lazara) zostało otwarte 1 grudnia 2008 w domu przy ulicy Aurela Lazara 13. W domu, który należał do rodziny adwokata Aurela Lazara 12 października 1918, została napisana „Deklaracja niepodległości narodowej Rumunów w Siedmiogrodzie, Banacie, Kriszanie i Marmarosz”[10].
- Muzeul Memorial Iosif Vulcan – dom, w którym mieszkał Iosif Vulcan, rumuński pisarz i dziennikarz[11]
- Muzeul Memorial Ady Endre – otwarte w 1955 roku muzeum mieści się w budynku dawnej kawiarni „Müller”[12]
- Muzeul Memorial Arany Janos – muzeum w średniowiecznej wieży z 1636 roku[13]
- Peștera Vadu Crișului – jaskinia odkryta w 1903 roku, udostępniona dla zwiedzających od 1905 roku[14]. Jaskinia, mająca długość 1510 metrów, jest od 1955 uznana za pomnik przyrody i ceniona ze względu na bogatą fauną jaskiniową. W 1969 muzeum zbudowało w jaskini klatkę schodową i zainstalowało oświetlenie elektryczne[15].

## Wydawnictwo
Muzeum prowadzi własne wydawnictwo Editura Muzeului Ţării Crişurilor, które powstało w 1998 roku. Publikuje ono książki związane z działalnością muzeum oraz wydawnictwa związane z historią literatury, antropologią, historią religii, itp.

## Kolekcja
Muzeum ma cztery działy: historii, etnografii, sztuki i nauk przyrodniczych.
W zbiorach muzeum znajduje się blisko 450 000 eksponatów malarstwa, grafiki, sztuki użytkowej, rzeźby, historii naturalnej, archeologii i etnografii. Tylko część zbiorów jest eksponowanych podczas wystaw czasowych. Stałe ekspozycje zostaną otwarte po zakończeniu remontu nowego budynku.